# Liste der Eisschnelllaufweltrekorde über 2 × 500 Meter Männer
Diese Liste enthält alle von der Internationalen Eislaufunion anerkannten Weltrekorde im Eisschnelllauf über  2 × 500 Meter der Männer. Die 500 Meter werden zweimal gelaufen. Wenn ein Sportler über 500 Meter auf der Innenbahn startet, so startet er das zweite Mal auf der Außenbahn. Die erzielten Zeiten werden in Sekunden umgewandelt und addiert.
| Nr.                                                            | Sportler           | 1. Lauf 500 Meter | 2. Lauf 500 Meter | Punkte | Datum             | Ort               | Besonderheiten | Bestand               |
| -------------------------------------------------------------- | ------------------ | ----------------- | ----------------- | ------ | ----------------- | ----------------- | -------------- | --------------------- |
| 1                                                              | Hiroyasu Shimizu   | 34,64             | 34,32 (WR)        | 68,96  | 10. März 2001     | Utah Olympic Oval | H III, Bh, Ek  | 5 Jahre und 364 Tage  |
| 2                                                              | Kang-Seok Lee      | 34,44             | 34,25 (WR)        | 68,69  | 9. März 2007      | Utah Olympic Oval | H III, Bh, Ek  | 1 Jahr und 6 Tage     |
| amtierender Eisschnelllauf-Weltrekordhalter über 2 × 500 Meter |                    |                   |                   |        |                   |                   |                |                       |
| 3                                                              | Jeremy Wotherspoon | 34,03 (WR)        | 34,14             | 68,17  | 11. November 2007 | Utah Olympic Oval | H III, Bh, Ek  | 17 Jahre und 132 Tage |

- Stand: 27. September 2013[1]
- WR – Weltrekord

Die Kürzel in "Besonderheiten" bedeuten
- H = Höhenlage der Bahn; H I = bis 500 Meter, H II = über 500 Meter, H III = über 1000 Meter
- B = Anlage der Bahn; Bf = Freiluft (offen), Bh = Hallenbahn, Bm = mix (Halboffen, Überdachte Laufbahn)
- E = Eis; Ek = Künstlich (Kühlsystem), En = Natureis (ohne technisches Kühlsystem)